# Club Tropicana
Club Tropicana est une chanson du groupe anglais Wham!. Sortie en 1983 sur Innervision Records (en), label indépendant distribué alors par CBS Records, elle est extraite de l'album Fantastic. Le titre est écrit par George Michael et Andrew Ridgeley. 

## Historique
Club Tropicana est écrit en 1981 dans le salon d'Andrew Ridgeley, avant que le groupe ou le nom du groupe ne soit pleinement établi ; c'est le deuxième titre écrit, après le premier Wham Rap!. Bien qu'à moitié terminé au moment de l'enregistrement, il devient l'une des trois démos réalisées à la hâte ; ce titre conduit pourtant à leur premier contrat d'enregistrement avec Innervision Records. L'inspiration initiale de la chanson vient de leur enthousiasme pour le glamour de la scène des clubs New Romantic alors en plein essor, et les visites occasionnelles de George Michael, Andrew Ridgeley et Shirlie Holliman dans l'un de ces clubs à Londres, « The Beat Route ». Le thème lyrique de la chanson est ensuite élargi pour inclure également l'hédonisme des vacances estivales, tout en fusionnant musicalement un rythme de jazz latin avec un groove inspiré de Burn Rubber on Me (en) de The Gap Band. Le clip, tourné par Duncan Gibbins (en) au Pikes Hotel d'Ibiza, est multi-diffusé sur MTV.
Le titre se classe no 4 en Irlande, no 4 en Angleterre et no 8 aux Pays-Bas. Il devient disque d'or au Royaume-Uni avec plus de 500 000 exemplaires vendus.